# Egon Bittner
Egon Bittner (geboren am 16. April 1921 in Skřečoň; gestorben am 7. Mai 2011) war ein US-amerikanischer Soziologe jüdischen Glaubens und tschechoslowakischer Herkunft, der als Professor an der Brandeis University forschte und lehrte. Er amtierte 1981/82 als Präsident der Society for the Study of Social Problems (SSSP).

## Werdegang und Wirken
Bittner stammte aus einer jüdischen Gemeinschaft in der Tschechoslowakei, kam 1949 in die USA und erhielt 1955 die US-Staatsbürgerschaft. Im selben Jahre machte er das Bachelor-Examen an der Los Angeles State College, wo er 1958 auch das Master-Examen ablegte. 1961 wurde er an der University of California at Los Angeles zum Ph.D. promoviert. Ende der 1960er-Jahre übernahm Bittner eine Professur an der Brandeis University, 1991 ging er dort in den Ruhestand. Sein Spezialgebiet war die Polizeisoziologie. 
Von 1979, dem Jahr ihrer Gründung, bis 1988 gehörte Bitner der Commission on Accreditation for Law Enforcement Agencies an. In Anerkennung seiner Arbeiten rief diese den Egon Bittner Award ins Leben.
Bittner war verheiratet und Vater zweier Kinder.

## Schriften (Auswahl)
- The functions of the police in modern society. A review of background factors, current practices, and possible role models. Oelgeschlager, Gunn & Hain, Cambridge 1979, ISBN 0-89946-006-2.
- Popular interest in psychiatric remedies. A study in social control. Arno Press, New York 1980, ISBN 0-405-12953-X.
- Aspects of police work. Northeastern University Press. Boston 1990, ISBN 1-55553-069-9.